# تازه‌کند (خداآفرین)
تازه‌کند یکی از روستاهای استان آذربایجان شرقی است که در دهستان دیزمار شرقی بخش منجوان شهرستان خداآفرین واقع شده‌است.